# Peter Garrett
Peter Garrett (Sydney, 16 april 1953) is een Australisch muzikant en politicus.
Van 1973 tot en met 2002 was Peter Garrett de zanger van de succesvolle band Midnight Oil. De band werd in het buitenland vooral bekend door de hitsingle Beds are Burning (1988) en het optreden bij de afsluiting van de Olympische Spelen van Sydney in 2000.
Garrett was lange tijd voorzitter van de Australische milieubeweging Australian Conservation Foundation. Als parlementslid voor Labor (2004) en schaduwminister (2006) streed hij voor ondertekening door zijn land van het Kyoto-protocol.
Op 29 november 2007 werd Garrett door premier Kevin Rudd benoemd tot minister van Milieu, Erfgoed en Kunst. Tot Garretts teleurstelling werd echter een aparte minister van Klimaatbeleid benoemd. De ondertekening van het Kyotoprotocol werd wel meteen een feit. Hij werd later Minister van Onderwijs.
- Biblioteca Nacional de España: XX1623298
- Bibliothèque nationale de France: cb14048921x (data)
- Gemeinsame Normdatei: 1147122210
- International Standard Name Identifier: 0000 0000 8399 9745
- Library of Congress Control Number: nb2008024886
- MusicBrainz: 7c383967-13fb-4c8c-95e2-c3e6da961e8c
- Nationale Bibliotheek van Tsjechië: xx0070981
- Nationale Bibliotheek van Israël: 987007347881705171
- Système universitaire de documentation: 182886786
- Trove: 474043
- Virtual International Authority File: 8153148997615259870004